# Mr. Bad Guy
A Mr. Bad Guy Freddie Mercurynak, a Queen együttes énekesének az első szólóalbuma. A lemez 1985. április 29-én jelent meg, és Mercury mellett Reinhold Mack volt a producere. Mercury már 1983-tól kezdve dolgozott a szólódalain, rendszerint olyan számokon, amelyek diszkós, dance-es stílusuk miatt nem kerültek fel a Queen aktuális lemezeire. Amikor 1984-től az együttes magánéleti és szakmai okok miatt kisebb szünetet tartott, elérkezettnek látta az időt, hogy teljes időben a szólólemezére koncentráljon.
1984 áprilisától 1985 januárjáig dolgozott a müncheni Musicland Studiosban, a Queen tagjaitól nem zavarva. A munka mellett a különc sztár rendszeresen elmerült a város intenzív éjszakai életében, rendszeresen ivott és drogozott, ami miatt néha már görcsrohamok is törtek rá. A lemezre kerülő összes dal szövegét és zenéjét egyedül Mercury írta, így jól tükrözik az énekes az amerikai fekete zene, disco és a dance iránti rajongását, a szövegek pedig önelemzőek, főként a szerelemről szólnak. Mack, Fred Mandel és a stúdiószemélyzet közreműködésével nagyban kihasználták a különböző szintetizátorok és mintavevő készülékek nyújtotta lehetőségeket, egy dalban pedig klasszikus nagyzenekar is hallható.
A kiadásához az énekes a CBS kiadóval kötött egyszeri alkalomra szóló szerződést. Kislemezként az „I Was Born to Love You”, „Made in Heaven”, „Living on My Own” és „Love Me Like There’s No Tomorrow” dalok jelentek meg róla. A lemez mérsékelt sikert aratott Angliában, a hatodik helyet érte el a listán, és több mint százezer példányban kelt el, a világ nagy részén viszont közömbösen fogadták, Amerikában kifejezetten bukás volt. A kritikusok vegyesen értékelték, a bírálói a zenéjét túl diszkósnak, könnyednek, a szövegét túl egyszerűnek tartották, mások viszont dicsérték a dallamosságát és kísérletező kedvét.

## Háttér
Az 1980-as években a Queen stílusában jelentős változások következtek be, amiben nagy része volt Mercury zenei ízlésének. Pártolta John Deacon basszusgitáros funk törekvéseit az 1980-as „Another One Bites the Dust”-ban, és a The Game felvételeinél ő favorizálta a legjobban az addig mereven elutasított szintetizátor használatát. Az 1982-es Hot Space albumon főleg Mercury (és Deacon) dalai egyre inkább az R&B felé tolódtak, szemben az együttes másik két tagjával, Brian Mayjel és Roger Taylorral, akik ragaszkodtak a Queen régi rock hangzásához. Az új hangzás kereskedelmileg bukás volt, Mercury mégis ebben a szellemben akarta felvenni a saját lemezét.
Még 1983-ban Mercury több látogatást tett Michael Jacksonnál, és jó barátság alakult ki közöttük. Három közös dalt kezdtek el írni együtt, de a különböző időbeosztásaik miatt ezeket nem tudták befejezni. A „There Must Be More to Life Than This” végül Mercury szólóalbumára került, a „State of Shock” pedig a Jackson 5 1984-es visszatérő albumára, a Victory-ra. Utóbbi dalhoz Jackson új duett partnert talált, Mick Jaggert.
Egy szólólemez készítése már régóta a tervei között szerepelt az énekesnek, de a korábbi időkben állandóan lefoglalta a Queennel való stúdiómunka és turnézás. Amikor az 1984-es The Works albumukat nem fogadták olyan jól, mint ahogy várták, az együttes tagjai eltávolodtak egymástól, és úgy döntöttek, kis szünetet tartanak. Ekkor döntött úgy Mercury, hogy hozzálát a saját albumának elkészítéséhez.

## Felvételek
Mercury már 1983-tól kezdve dolgozott a szólódalain, eleinte csak kedvtelésből, saját pénzen. Ebben producerként Reinhold Mack volt a segítségére, aki a Queen-lemezek producere is volt 1980 óta, és nagy szerepe volt az együttes könnyedebb, modernebb hangzásának kialakításában. Miután a Queen szünetet tartott, Mercury és Mack a müncheni Musicland Studiosban kezdtek el szorosabban a szólóprojekten dolgozni, közel egy évig, 1984 elejétől 1985 januárjáig. Mack sokkal könnyebbnek és lazábbnak érezte Mercuryval a munkát, mert a Queennel ellentétben itt nem volt semmiféle határidő, teljesen szabadon dolgozhattak. Mercury személyi titkára, Peter Freestone szerint nagyon családias volt a hangulat a stúdióban. A dalokban Mercury zongorázott és szintetizátorozott, a bonyolultabb részeknél viszont segítségül hívta a kanadai professzionális billentyűst, Fred Mandelt, akit már a Queen azelőtti koncertjeiről ismert. Paul Vincent gitározott, valamint a stúdió (és így egyben az album) hangmérnöke, Stefan Wissnet basszusgitározott.
Az énekes nagyon szerette Münchent, mert itt elvegyülhetett az utcán a tömegben, nem ismerték fel az emberek. Nagyon szerette a város éjszakai életét (a klubzenék a zenei stílusát is befolyásolták), ahogy a korábbi müncheni felvételek alatt, ezúttal is szinte minden nap hajnalig mulatozott a híres klubokban. Ekkoriban közeli kapcsolata volt a német színésznővel, Barbara Valentinnel, ugyanakkor ezzel párhuzamosan volt egy bajor férfi szeretője is, Winnie Kirchberger. Míg Valentinnel távolról tartotta a kapcsolatot, Kirchbergerrel hamar összeköltözött a müncheni óvárosban, egyrészt, hogy meneküljön a stúdió rossz szagú, igénytelen apartmanjából, másrészt, hogy közelebb kerüljön a kedvenc melegbárjaihoz. Az intenzív éjszakai életnek meg is lett a hatása, kétszer is orvost kellett hívni, mert a túlzott alkohol és drogfogyasztás miatt görcsrohamok törtek rá.

## Zenei stílus
- Living on My OwnA „Living on My Own” szövege Mercury életének jobb és rosszabb szakaszait dokumentálja.[11]

Nem tudod lejátszani a fájlt?
Az albumon található összes dal szerzője Mercury volt, a produceri teendőket ő és Mack látták el. Az énekes kedvelte az – együttesétől némileg idegen – amerikai fekete zenét, és a szólólemezén nagyrészt azokat a terveit akarta megvalósítani, amelyek nem fértek bele a Queen repertoárjába: a „There Must Be More to Life Than This” és „Man Made Paradise” dalok például mind a Hot Space, mind a The Works albumról lecsúsztak. Nagy hatással volt rá München és New York éjszakai élete, a klubokban hallható diszkózene. Ezek a hatások egy bizonyos pontig megjelentek a Queen lemezein is, de szólóban végre nem kellett visszafognia magát az együttes klasszikus rock imázsa miatt. Hallható az albumon dance (Your Kind of Lover és Living On My Own), diszkó (Let's Turn It On és Foolin' Around), reggae utánérzés (My Love is Dangerous) és színtiszta pop (I Was Born to Love You és Made in Heaven). A „Mr. Bad Guy” című, klasszikus zenei utánérzésű dalban klasszikus zenekar adja hátteret, a hangszerelést Reiner Pietsch végezte el.
Szinte minden dalban hallható zongora, amelyen vagy ő, vagy pedig Fred Mandel játszott. Több dalnak modern dob- és basszusgépek adják az alapot, Mack és Wissnet pedig szintetizátorokkal alkottak meg egy-egy hangszerelést. Paul Vincent gitárjátéka nagyon hasonlít Brian May hangzására. A legtöbb dala az érzelmeiről szólt: „A legtöbb általam írt dal szerelmes ballada és a szomorúsággal, kínokkal és fájdalommal kapcsolatos dolgaim. Ugyanakkor egyszerre frivolak és komolytalanok.” A „Living on My Own” életének jobb és rosszabb szakaszait dokumentálja, a „Love Me Like There's No Tomorrow”-t akkori társával, Barbara Valentinnel közösen írták, és fejben megalkották kompletten, még mielőtt felvették. A címe Valentin egyik leghíresebb filmjének címéből, a Kiss Me Like There's No Tomorrow-ból eredt. A „Man Made Paradise”-ben, amely a The Game felvételeinek idejéről maradt meg, Mary Austin akkori párja, Joe Burt játszott érintő nélküli basszusgitáron.

## Megjelenés
Jim Beach, a Queen menedzsere már a felvételek kezdetén keresni kezdte a kiadót, akivel meg tudnak egyezni. Mivel nem lehetett biztos benne, hogy lesz folytatás, ezért a lehető legnagyobb összeget kellett kialkudnia, amelyet egy folytatás nélküli lemezre csak lehetséges. A CBS-szel sikerült megegyezniük. Az 1987-es Barcelona megjelenésekor Mercurynak ki kellett vásárolnia magát a szerződésből. A történethez kapcsolódik, hogy egy repülőút során a híres kiadótulajdonos, David Geffen ült mögöttük, aki annyira a cégéhez akarta csábítani az énekest, hogy a csekkfüzetét lapozgatva azt mondta neki: „Azt akarom, hogy az én kiadóm neve szerepeljen az lemezeden. Írj be egy összeget magadnak, amennyi tetszik.” Mercury nem adta be a derekát. Az album vezető kislemeze, az „I Was Born to Love You” 1985. április 9-én jelent meg, Angliában a tizenegyedik, helyet érte el a slágerlistán, Amerikában viszont minimális érdeklődésre talált.
Maga az album április 29-én jelent meg, a borítóján egy közeli arcképpel Mercuryról. Ahogy a kiadást megelőző interjúkból kiderült, a címe az eredeti terv szerint Made in Heaven lett volna az egyik dal után, de az utolsó pillanatban megváltoztatta a „Mr. Bad Guy” című daléra, mert úgy érezte, hogy az fejezi ki legjobban a személyiségét. A borítón az énekes köszönetet mondott az együttes tagjainak a távolmaradásukért, és ezzel a mottóval ajánlotta a lemezt: „Az albumot a macskámnak, Jerrynek ajánlom, illetve Tomnak, Oscarnak, Tiffanynak és a világ összes macskaszerető emberének – mindenki más elmehet a fenébe!” Az album Angliában a hatodik helyre került, és százezer példány feletti eladással aranylemez lett, Amerikában pedig a csalódást keltő 159. helyre került. 2000-ben a háromlemezes The Solo Collection részeként újra megjelent.

## Fogadtatás
| Kritikák      | Kritikák             |
| Forrás        | Értékelés            |
| ------------- | -------------------- |
| People Weekly | (kedvezőtlen) (1985) |
| Rolling Stone | (vegyes) (1985)      |
| AllMusic      | [ 14 ]               |

A kritikusok vegyesen fogadták. Tim Holmes a Rolling Stone-ban óvatosan fogalmazott:„Mercury legelső szólóalbumán szégyentelenül hozza angyali szopránját, miközben olyan süvöltő dalok csoportján dolgozik, amelyeket ő így jellemez: »szerelmes, szomorú és fájdalmas dalok, amik ugyanakkor frivolak és kicsit szemtelenek is.« A számok skálája a sikamlós és túláradó eurodiszkótól a sikamlós és túláradó balladákig, valamint egzisztenciális merengésig terjednek. A Mr. Bad Guy nem fog túl sok új rajongót szerezni Freddie-nek, de a Queen rajongók enni fogják.” A Sounds szerint a „nem több gyenge szoft rock és diszkó tákolmánynál”, a Record Mirror viszont kedvezőbben fogadta: „Freddie igen sokszínű lemezt készített, megtöltve olyan ügyes dallamokkal, amelyek végtelenül kellemesebbek, mint az utolsó 17 Queen album”. Ralph Novak a People Weekly-ben elmarasztalóan írt róla, az író szerint Mercury dalszerzőként unalmas, az album – néhány érdekesebb dal kivételével – olyan, mint egy lélektelen kabaré revü, a dalszöveg pedig meglepően elcsépelt.
A Record Collector szerint a lemez macsó hősködés és az érzelgősség keveréke, Mercury jellegzetes stílusában megfogalmazva. Az AllMusicos Eduardo Rivadavia igen magasra, négy és fél csillagosra értékelte: „Mint a Queen védjegyes énekeseként és kreatív vezetőjeként természetes, hogy az együttes megszólalásának több aspektusa visszaköszön az albumról; mindazonáltal a frontember így is dicséretes munkát végzett az eddig feltérképezetlen területek meghódításában. [...] A komplex és eredeti kidolgozásokhoz való tehetsége olyan sokoldalú darabokat eredményeztek, mint a »Man Made Paradise«, a maga Queen-szerűen felépülő operai vokáljaival, és Brian May-szerű gitárszólóival; valamint a merész, önironikus címadó dal, amely egyesíti a vészjósló basszust, a játékos zongoraszólamot, és ráadásként a nagyzenekari fúvósokat.” 2001-ben Fáy Miklós így írt róla: „A Mr. Bad Guy lemez a nyolcvanas évek első felének »újhullámos« stílusában készült, de megdöbbentő erő van az éneklésben, és mindennek ad egy kis különös ízt, hogy Mercury hangja idegen zenei környezetben szólal meg.”

## Az album dalai
Az összes dal szerzője Freddie Mercury. 
| 1. | Let's Turn It On       | 3:39 |
| 2. | Made in Heaven         | 4:02 |
| 3. | I Was Born to Love You | 3:36 |
| 4. | Foolin' Around         | 3:26 |
| 5. | Your Kind of Lover     | 3:31 |

| 6.  | Mr. Bad Guy                          | 4:10 |
| 7.  | Man Made Paradise                    | 4:07 |
| 8.  | There Must Be More to Life Than This | 2:56 |
| 9.  | Living on My Own                     | 3:21 |
| 10. | My Love Is Dangerous                 | 3:38 |
| 11. | Love Me Like There's No Tomorrow     | 3:44 |

## Közreműködők
Georg Purvis és a borítószöveg alapján.
| - Freddie Mercury – ének, zongora, szintetizátor | Közreműködő zenészek - Mack – szintetizátor programozás - Fred Mandel – zongora, szintetizátor, gitár - Paul Vincent – gitár - Curt Cress – dob - Paul Vincent – gitár - Stephan Wissnet – basszusgitár, szintetizátor programozás - Jo Burt – érintő nélküli basszusgitárː „Man Made Paradise” - Rainer Pietsch – zenekari hangszerelésː „Mr. Bad Guy” | Produkció - Freddie Mercury – producer - Reinhold Mack – producer, hangmérnök - Stephan Wissnet – hangmérnök asszisztens - The Artful Dodger – borító - A. Sawa – fényképezés |  |

## Helyezések és eladások
| Ország                | Helyezés |
| --------------------- | -------- |
| Brit albumlista       | 6        |
| Amerika Billboard 200 | 159      |
| Ausztriai albumlista  | 23       |
| Holland albumlista    | 17       |
| Német albumlista      | 11       |
| Norvég albumlista     | 13       |
| Svéd albumlista       | 20       |
| Svájci albumlista     | 14       |

| Ország       | Eladási minősítés | Megjegyzés | Eladás   |
| ------------ | ----------------- | ---------- | -------- |
| Anglia (BPI) | arany             | 1985-ben   | 100 000+ |

Kislemezek
| Kislemez                         | GBR | AUT | GER | IRE | NLD | SWI | USA |
| -------------------------------- | --- | --- | --- | --- | --- | --- | --- |
| I Was Born to Love You           | 17  | 20  | 17  | 7   | 22  | 24  | 76  |
| Made in Heaven                   | 57  | —   | 60  | 30  | —   | —   | —   |
| Living on My Own                 | 50  | —   | —   | —   | —   | —   | —   |
| Love Me Like There's No Tomorrow | 76  | —   | —   | —   | —   | —   | —   |